# 向玉麟
向玉麟（1979年4月8日—），遊戲代號GamerBee，台灣男性格鬥遊戲電子競技玩家，擅長《快打旋風》系列遊戲。他是台灣首位職業格鬥遊戲玩家，曾二度拿下EVO亞軍，被視為台灣最頂尖的《快打旋風》玩家。

## 經歷
向玉麟出身單親家庭，對於格鬥遊戲的興趣始於小學五年級，他當時在住家附近的雜貨店看到《快打旋風II －世界勇士－》大型電玩，就此流連電動玩具店。由於小學時常和人打架，向玉麟在國中時屢遭霸凌，並因此翹課打電玩；他表示，當時有太多機會讓自己走上幫派或其它不歸路，是格鬥遊戲一直吸引他、讓他走在正軌上。之後向玉麟就讀臺中市新民高中商用日文科，在16歲時就拿下《VR快打》全國冠軍，原本有機會到日本參加世界大賽，但因為當時中華民國經濟部規定未滿18歲者不得出入電子遊戲間，他被人檢舉，資格遭剔除。自學校畢業後，他曾擔任電玩雜誌攻略編輯、飯店業主任，在職期間便會偶爾出國參與格鬥電玩賽事，並偶爾進行格鬥遊戲線上直播，不常和同事提起自己喜愛電玩。
2010年，向玉麟在EVO打入前八強，對上當時已經拿過七次EVO冠軍的美國玩家賈斯汀·王；雖然在該次賽事中僅獲得第五名，但已讓他受到國際關注，各項比賽的邀約蜂擁而來。2012年，向玉麟的電腦擷取卡出狀況，請朋友幫忙聯絡圓剛科技後，圓剛科技派人了解情況，雙方聊到關於電競的想法，圓剛科技的主管送給向玉麟一片新的擷取卡。一個月後，圓剛科技邀請向玉麟進入公司任職，協助電競產品的開發，並讓他可以以出差方式出國比賽，這使向玉麟成為圓剛科技贊助的首位職業電子競技玩家。在加入圓剛科技一個月後，向玉麟便取得EVO 2012年亞軍。隔年，向玉麟參與SEAM2013新加坡大賽，奪得《超級快打旋風IV街機版 2012》冠軍和《快打旋風 X 鐵拳》季軍。
在2015年的EVO，向玉麟擊敗梅原大吾打入八強；但在敗部復活賽後對上日本玩家ももち時，於最後一回合落敗，再次於EVO獲得亞軍，這是當時台灣玩家在EVO取得的最優異成績。他在同年舉辦的卡普空盃敗給日本選手Tokido和巴西選手Keoma，未能晉級。向玉麟在該年表示，自己的年薪約為新台幣100萬元。
2015年7月，麥卡貝網路電視節目《拜五趴厚系》開播，向玉麟為前期主持人之一。
2016年向玉麟受邀參加在法國巴黎舉辦的紅牛盃，在2016 Japan Cup 與 EGX 2016兩項白金賽事中奪冠。在2016年的鬥魂TWFighter Major賽事中，向玉麟和韓國選手Humanbomb、日本選手Sako組隊參加《快打旋風V》團體賽，獲得亞軍。他在該年也開始經營Twitch直播頻道，但這導致他生活過於忙碌、日夜顛倒，也無法兼顧比賽，便在2018年辭去Twitch的工作。在2016年，日本導演合津貴雄拍攝紀錄片《我在快打求旋風》，紀錄了美國、法國、台灣以及日本的電競選手在賽場內外的面貌，向玉麟是該片其中一位紀錄對象。
2018年，向玉麟被日本格鬥遊戲玩家梅原大吾的經紀人相中，在他的牽線下，向玉麟受到Cygames的贊助，加入2017年3月成立的電競戰隊「Cygames Beast」。梅原大吾也稱向玉麟是台灣格鬥遊戲社群的重要推手。Cygames Beast在2020年解散。2018年12月13日，向玉麟回鍋圓剛科技，擔任AverMedia全球品牌大使，負責代言AverMedia電競周邊品牌的產品，並以格鬥遊戲玩家的身分給予開發建議；他在該年的EVO中獲得第33名。
2021年，向玉麟赴新加坡參與Global Esport Games，在《快打旋風V》項目中獲得冠軍。
在2023年的2022年亞洲運動會上，向玉麟作為中華台北代表團成員參與電競賽事，於《快打旋風V：冠軍版本》項目中摘下銀牌。

## 觀點
向玉麟認為格鬥遊戲的優勢在於具可看性、節奏明快、規則簡單。他在2019年受訪時表示，台北暗殺星在2012年贏得《英雄聯盟》的世界冠軍對台灣的電競風氣很有助益，並希望政府提供更多協助和支持。
2016年2月，《快打旋風V》上市，在遊戲裡玩家登錄國籍的介面，代表中華民國的不是中華民國國旗，取而代之的是一面類似梅花旗的旗幟（旗幟中的奧林匹克五環改成昇龍拳圖案），向玉麟表示不會用這面旗，並表示自己在代表台灣出國比賽時，向來使用中華民國國旗，也不曾被賽事官方換成其他旗幟。
在2022年亞洲運動會的電子競技項目中，《英雄聯盟》以教練指定選手的方式遴選，其餘項目都將以線上或線下徵選的方式遴選，中華台北的代表選手由CTESA負責徵選，並在2022年4月9日、10日進行。向玉麟批評徵選賽制不公平，認為這項賽事不應使用雙敗淘汰，而應該使用相對公平的循環賽制。

## 紀錄片
- 2016，格鬥電競紀錄片《我在快打求旋風》（Living the Game, 格闘ゲームに生きる）gamer bee

## 個人生活
向玉麟在2017年與經紀人小Ju公證結婚，並在EVO 2017會場上拍攝婚紗照；2018年辦婚禮。
向玉麟曾經和客製搖桿製作者黃仲農是室友，並使用他製作的搖桿征戰各項賽事；而兩人也經常交流意見，討論如何改進搖桿。

## 獎項紀錄
| 年份   | 頒獎典禮        | 獎項           | 結果 |
| ------ | --------------- | -------------- | ---- |
| 2023年 | GQ 年度風格大賞 | 年度最佳拳手獎 | 獲獎 |

## 外部連結
- 向玉麟的Facebook專頁
- 向玉麟的Instagram帳戶
- 向玉麟的Twitch频道
- YouTube上的向玉麟頻道